# Campeonato de Rugby das Américas de 2013
O Campeonato de Rugby das Américas de 2013 (2013 IRB Americas Rugby Championship, em inglês) foi a quarta edição desta competição, realizado entre os dias 11 e 19 de outubro do respectivo ano. A cidade de Langford, no Canadá, recebeu o evento.
A representação da Argentina, com a sua equipe Jaguares, sagrou-se tetra-campeã desta competição.

## Regulamento e participantes
Neste campeonato todas as equipes jogaram entre si, em turno único, onde cada uma disputou três partidas no total. Ao final, a equipe que conseguiu somar mais pontos foi declarada campeã.
Dentre os participantes, estavam a Argentina (Jaguares), o Canadá (Canadá A), os Estados Unidos (USA Select XV) e o Uruguai (com sua seleção principal).
A título de curiosidade, a equipe uruguaia passou a delimitar novos horizontes para o seu rugby, com a participação neste campeonato.

## Jogos do Campeonato de Rugby das Américas de 2013
Seguem-se, abaixo, as partidas realizadas neste evento.

### 1ª rodada
| 11 de outubro de 2013 |        |          |                             |
| USA Select XV         | 9 - 27 | Jaguares | Westhills Stadium, Langford |
|                       |        |          | Westhills Stadium, Langford |

| 11 de outubro de 2013 |         |         |                             |
| Canadá A              | 17 - 10 | Uruguai | Westhills Stadium, Langford |
|                       |         |         | Westhills Stadium, Langford |

### 2ª rodada
| 15 de outubro de 2013 |        |          |                             |
| Uruguai               | 0 - 34 | Jaguares | Westhills Stadium, Langford |
|                       |        |          | Westhills Stadium, Langford |

| 15 de outubro de 2013 |         |               |                             |
| Canadá A              | 10 - 34 | USA Select XV | Westhills Stadium, Langford |
|                       |         |               | Westhills Stadium, Langford |

### 3ª rodada
| 19 de outubro de 2013 |        |               |                             |
| Uruguai               | 8 - 20 | USA Select XV | Westhills Stadium, Langford |
|                       |        |               | Westhills Stadium, Langford |

| 19 de outubro de 2013 |         |          |                             |
| Canadá A              | 14 - 23 | Jaguares | Westhills Stadium, Langford |
|                       |         |          | Westhills Stadium, Langford |

### Classificação final
| Col. | Equipe        | Partidas | Partidas | Partidas | Partidas | Pontos  | Pontos | Pontos    | Pontos Bônus | Pontos Totais |
| Col. | Equipe        | Jogos    | Vit.     | Emp.     | Der.     | A favor | Contra | Diferença | Pontos Bônus | Pontos Totais |
| ---- | ------------- | -------- | -------- | -------- | -------- | ------- | ------ | --------- | ------------ | ------------- |
| 1    | Jaguares      | 3        | 3        | 0        | 0        | 84      | 23     | +61       | 2            | 14            |
| 2    | USA Select XV | 3        | 2        | 0        | 1        | 59      | 45     | +14       | 8            | 8             |
| 3    | Canadá A      | 3        | 1        | 0        | 2        | 41      | 63     | -22       | 0            | 4             |
| 4    | Uruguai       | 3        | 0        | 0        | 3        | 18      | 71     | -53       | 1            | 1             |

- Critérios de pontuação: vitória = 4, empate = 2, quatro ou mais tries (bonificação) = 1, derrota por menos de sete pontos (bonificação) = 1.